# Liste de musées en Finlande
Pour les autres articles nationaux ou selon les autres juridictions, voir Liste des musées par pays.

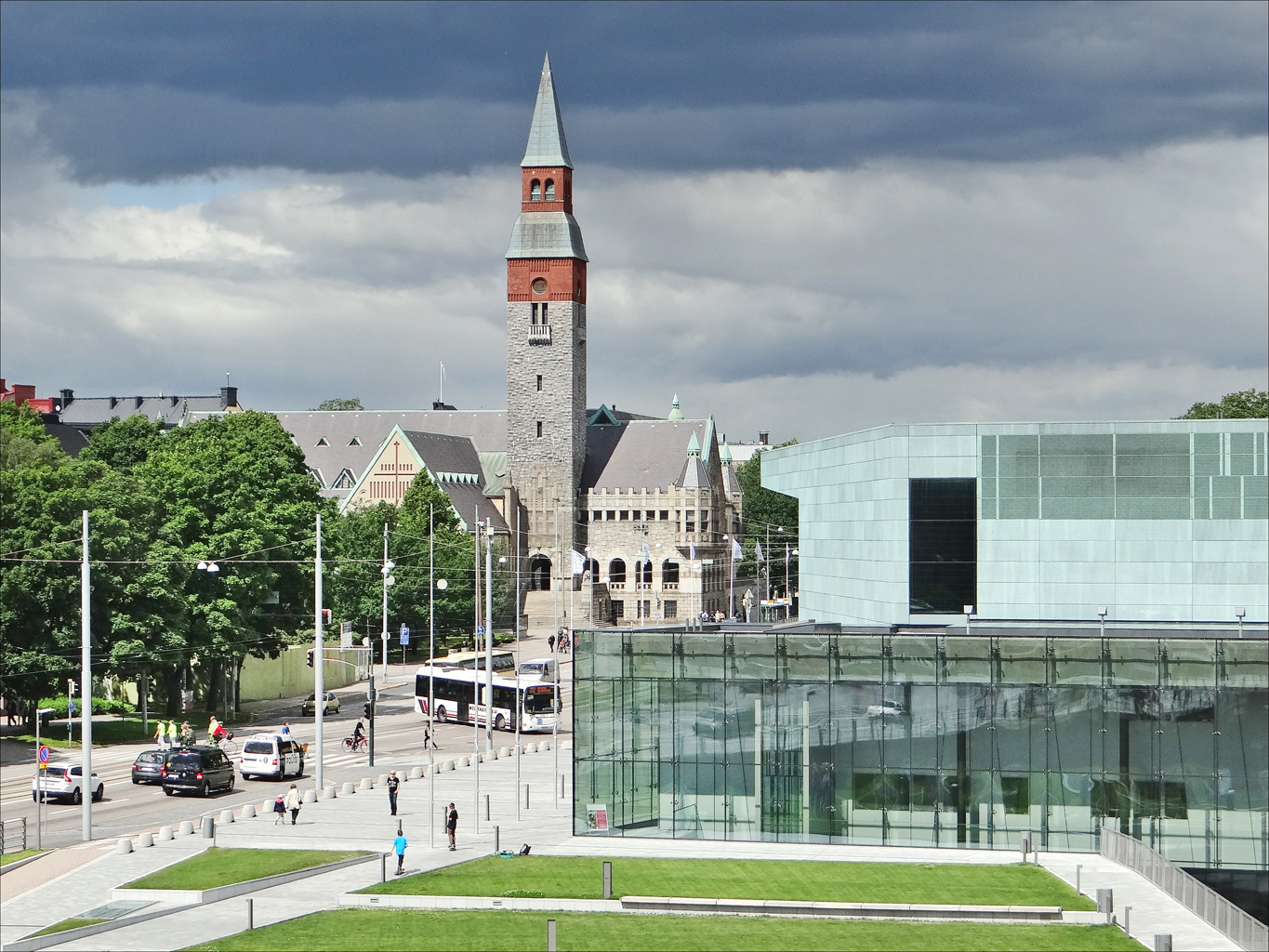
Le musée national de Finlande avec à droite la maison de la musique en juin 2012 à Helsinki.

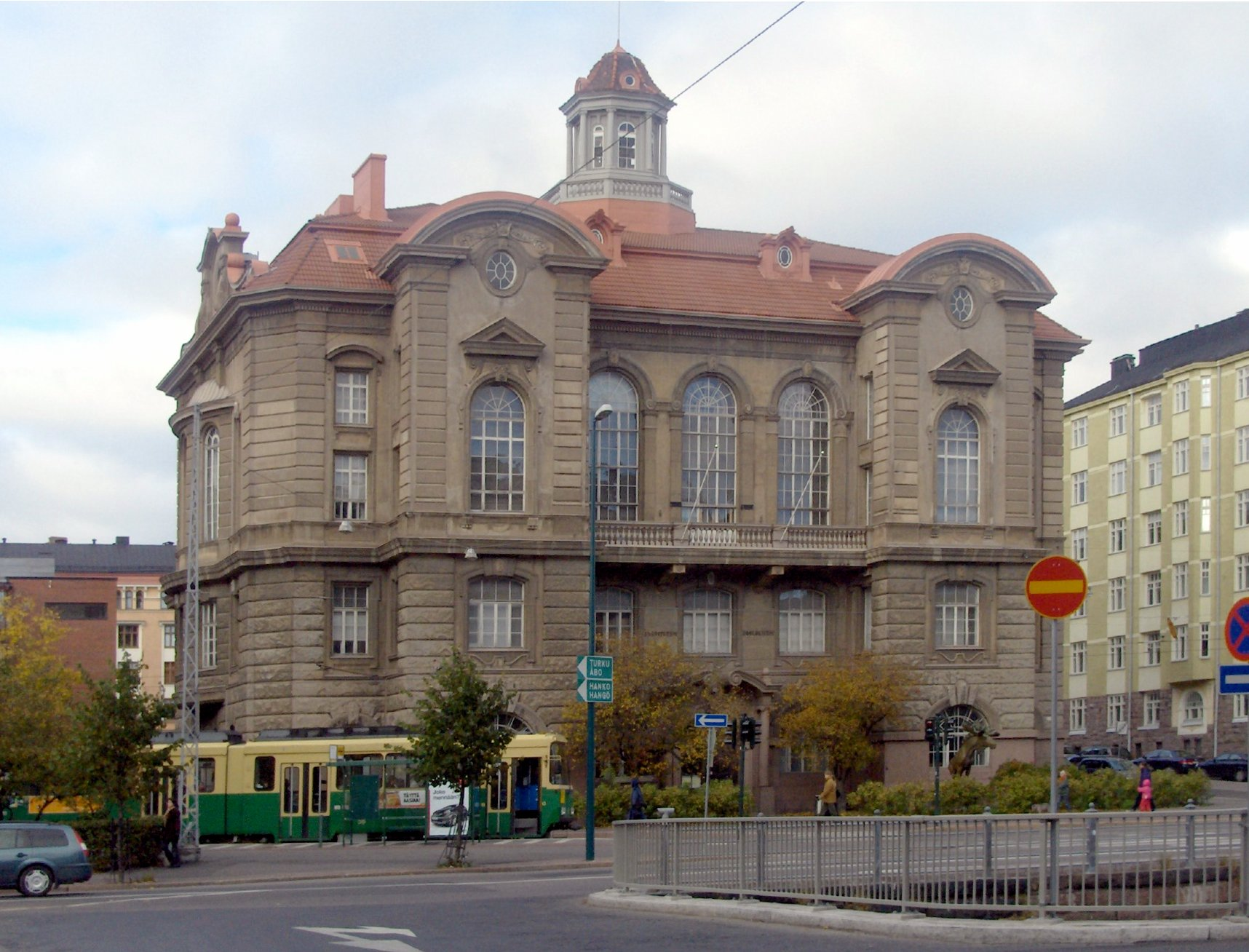
Un des musées nationaux finlandais, le musée d'histoire naturelle de Finlande à Helsinki.

Cet article présente une liste non exhaustive de musées en Finlande.
Le nombre total de musées en Finlande serait de 280 en 2013, dont 139 sont des musées d'histoire culturelle, 71 musées spéciaux, 55 musées d'art et 17 musées d'histoire naturelle. Environ 160 d'entre eux sont gérés par des professionnels. L'organisation centrale des musées finlandais est l'Association des musées finlandais (fi) établie en 1923.

## Liste par type de musée

### Autres musées d'Art de Finlande
- Aboa Vetus & Ars Nova, Turku
- Ahvenanmaan taidemuseo, Maarianhamina
- Aineen taidemuseo, Tornio
- Amos Rex, Helsinki
- Galerie Cygnaeus, Helsinki (suljettu)
- Musée d'Art Didrichsen, Helsinki
- Einari Junttila -taidemuseo, Kittilä
- Musée Emil Aaltonen, Tampere
- Musée Emil Cedercreutz, Harjavalta
- Musée d'Art moderne Emma, Espoo
- Musée Gallen-Kallela , Espoo
- Galleria Oskari Jauhiainen, Oulu
- Halosenniemi, Tuusula
- Musée d'art d'Heinola
- Galerie d'art d'Helsinki
- Hiekan taidemuseo, Tampere
- Galerie d'Art de Vaasa
- Musée d'art de Hyvinkää
- Musée d'art d'Imatra
- Järvenpään taidemuseo
- K. H. Renlundin museo, Kokkola
- Musée d’art de Kajaani
- Keravan taidemuseo
- Keuruun museo
- Kimmo Pyykkö -taidemuseo, Kangasala
- Kouvolan taidemuseo
- Musée d'Art moderne Kunts, Vaasa
- Lönnströmin taidemuseo, Rauma
- Malkkimuseo, Tampere
- Museo-Galleria Alariesto, Sodankylä
- Musée des Moumines, Tampere
- Orimattilan taidemuseo
- Raision museo Harkko
- Rauman taidemuseo
- Reitzin säätiön kokoelmat, Helsinki
- Retretti, Punkaharju, Savonlinna (fermé)
- Riihimäen taidemuseo
- Saarijärven museo
- Salon taidemuseo Veturitalli
- Musée d'art Sara Hildén, Tampere
- Musées d'art Serlachius Gustaf et Gösta, Mänttä, Mänttä-Vilppula
- Särestöniemi-museo, Kittilä
- Taidekeskus Kasarmi, Tuusula
- Taidekoti Kirpilä, Helsinki
- Taidemuseo Eemil, Lapinlahti
- Musée d'Art moderne de Tampere (fermé)
- Tikanojan taidekoti, Vaasa
- Musée d'Art de Turku
- Vantaan taidemuseo Artsi
- Varkauden taidemuseo
- Vilho Lampi -museo, Liminka
- Villa Gyllenberg, Helsinki
- Visavuori, Tarttila, Valkeakoski
- Willa MAC, Tampere (fermé)
- Musée Wäinö Aaltonen, Turku
- Yrjö Liipolan taidemuseo, Koski Tl
- Äänekosken taidemuseo

## Liste parmunicipalitéou parville

### Espoo
- Tarvaspää
- Musée d'art moderne
- Musée de l'automobile
- Musée de l'horlogerie

### Heinola
- musée municipal d'Heinola
- musée d'art d'Heinola
- Maison du chef de la police Aschan

### Helsinki
- Galerie Cygnaeus
- Galerie nationale de Finlande
  - Kiasma
  - Musée Ateneum
  - Musée d'art Sinebrychoff
- Galerie d'art d'Helsinki
- Galerie Huuto
- Maison Lampa
- Maison de la musique d'Helsinki
- Manoir d'Herttoniemi
- Manoir de Kulosaari
- Manoir de Kumpula
- Manoir de Puotila
- Musée Amos Anderson
- Musée de l'architecture finlandaise
- Musée de l'université d'Helsinki
- Musée Amos Anderson
- Musée Amos Rex
- Musée d'art Didrichsen
- Musée d'art d'Helsinki
- Musée du design
- Musée Ehrensvärd
- Musée de la guerre
- Musée d'histoire naturelle de Finlande
  - Musée botanique
- Musée Mannerheim
- Musée municipal d’Helsinki
  - Maison du Commandant des pompiers
  - Maison Sederholm
  - Manoir de Tuomarinkylä
  - Musée du logement des travailleurs (fi)
  - Musée du Tramway
  - Villa d'Hakasalmi
- Musée national de Finlande
- Musée finlandais de la photographie
- Musée en plein air de Seurasaari
- Musée de Suomenlinna
- Musée du théâtre
- Musée Urho Kekkonen
- Musée zoologique de Finlande
- Propriétés du Sénat
- Tarvaspää (musée Gallen-Kallela)
- Villa Kleineh
- Musée d'art Gyllenberg

### Jyväskylä
- Musée d’art de Jyväskylä
- Musée Alvar Aalto
- Musée de l'aviation de Finlande centrale
- Musée de Finlande centrale
- Musée de la nature de Finlande centrale

### Kotka
- Centre maritime de Vellamo
- Musée de Langinkoski
- Musée maritime de Finlande

### Oulu
- Musée d'art d'Oulu
- Musée de l'ostrobothnie du nord
- Centre Kierikki

### Pori
- Musée d'art de Pori
- Musée Rosenlew
- Musée du Satakunta

### Tampere
- Musée d'art de Tampere
- Musée d'art moderne de Tampere

- Musée de l'habitat ouvrier
- Musée Emil Aaltonen
- Centre Vapriikki
  - Musée de la pierre
  - Musée des médias Rupriikki
  - Musée du jeu
  - Musée de Pirkanmaa
  - Musée de la poste
  -  Musée du hockey
  - Musée d'histoire naturelle
- Musée Milavida
- Musée des Moumines
- Musée de la boxe (fi)
- Musée de la police (fi)
- Musée Sara Hildén
- Musée du jardin d'acclimatation (fi)
- Musée d'art
- Musée de Teisko (fi)
- Musée Werstas
- Musée de l'espionnage (fi)
- Musée d'Art Hiekka
- Musée Lauri Viita (fi)
- Musée Lénine
- Musée de la laiterie (fi)

### Turku
- Forum Marinum
- Musée d'art de Turku
- Musée de l'artisanat de Luostarinmäki
- Musée de la biologie
- Musée de la pharmacie
- Musée Sibelius
- Musée Wäinö Aaltonen
- Village de Kurala

### Vaasa
- Musée d'Art moderne Kunts
- Musée de l'Ostrobotnie
- Maison d'Art de Tikanoja
- Galerie d'Art de Vaasa
- Musée de l'ancien Vaasa
- Musée Brage de plein air

### Autres villes
- Arktikum, à Rovaniemi
- Musée d'art de Rovaniemi
- Musée d'art d'Imatra
- Musée d'art de Kajaani
- Musée de Porvoo
- Halosenniemi, à Tuusula
- Hvitträsk, à Kirkkonummi
- Musée d'art d'Hämeenlinna
- Musée d'histoire culturelle de Kuopio
- Musée d'histoire naturelle de Kuopio
- Heureka , à Vantaa
- Musée de l'aviation de Finlande, à Vantaa
- Musées d'art Serlachius Gustaf et Gösta, à Mänttä-Vilppula
- Musée d'art Nelimarkka à Alajärvi
- Musée industriel d'Ankkapurha

### État associé d'Îles Åland
- Château de Kastelholm
- Musée d'Åland
- Musée maritime d'Åland